# تانگ جینگژی
تانگ جینگژی (به انگلیسی: Tang Jingzhi) (زادهٔ ۱۵ سپتامبر ۱۹۸۶) شناگر اهل چین است.